# Emilie Olimstad
Emilie Olimstad (* 12. November 2000 in Åmli) ist eine norwegische Beachvolleyball- und ehemalige Volleyballspielerin.

## Karriere Halle
Olimstad begann ihre Karriere in der Halle bei Top Volley Norge. Die Außenangreiferin spielte für die norwegische Juniorinnen-Nationalmannschaft. Anfang 2019 gab sie ihr Debüt in der A-Nationalmannschaft. Im Sommer 2019 wurde sie vom deutschen Bundesligisten Ladies in Black Aachen verpflichtet. In der Saison 2019/20 kam sie mit Aachen jeweils ins Viertelfinale des DVV-Pokals und des europäischen Challenge Cups. Als die Bundesliga-Saison kurz vor den Playoffs abgebrochen wurde, standen die Ladies in Black auf dem siebten Tabellenplatz. Im DVV-Pokal 2020/21 erreichte sie mit das Viertelfinale und unterlag als Tabellenachte der Bundesliga-Hauptrunde im Playoff-Viertelfinale gegen den Dresdner SC. Nach einem kurzen Engagement Ende 2021 bei Allianz MTV Stuttgart beendete sie ihre Hallenkarriere um sich auf Beachvolleyball zu konzentrieren.

## Karriere Beach
Olimstad spielt auch Beachvolleyball. Mit Kirstine Larsdatter Garder erzielte sie 2015 und 2016 diverse Top-Ten-Ergebnisse bei der nationalen Turnierserie in Norwegen. Das Duo belegte den 17. Rang bei der U18-Europameisterschaft 2015 in Riga und wurde 2016 Neunter der U19-Weltmeisterschaft in Larnaka sowie Fünfter der U18-EM in Brünn. Anschließend absolvierte sie mit Janne Pedersen noch zwei nordeuropäische NEVZA-Turniere. In den folgenden beiden Jahren spielte Olimstad mit wechselnden Partnerinnen. Mit Pedersen trat sie beim CEV-Satellite-Turnier in Ljubljana an und mit Oda Johanne Ulveseth in der gleichen Serie beim Turnier in Vaduz. Mit Frida Berntsen kam sie auf den 17. Platz bei der U18-EM 2017 in Kasan und kurz darauf wurde sie mit Karen Elise Lund Saga Neunte der U20-EM auf Vulcano. 2018 nahm sie erstmals an der FIVB World Tour teil. Mit Pedersen wurde sie Dritte des Ein-Stern-Turniers in Baden, mit Ingrid Lunde nahm sie am Vier-Sterne-Turnier in Espinho teil und mit Ulveseth erreichte sie das Hauptfeld der Turniere in Gstaad (fünf Sterne) und Moskau (vier Sterne). Dazwischen wurde sie mit Sunniva Helland-Hansen Fünfte der U22-EM in Jūrmala. Anschließend belegte sie mit Berntsen den neunten Rang des Ein-Sterne-Turniers in Montpellier. Das Duo trat auch bei den Olympischen Jugendspielen 2018 in Buenos Aires an und gewann dort die Bronzemedaille.
2021 spielte Olimstad auf der FIVB World Tour mit Ingrid Lunde. Bei der Europameisterschaft in Wien erreichten die beiden Norwegerinnen die KO-Runde, in der sie gegen das deutsche Duo Behrens/Ittlinger ausschieden. 2022 war Sunniva Helland-Hansen Olimstads Partnerin. Bestes Ergebnis auf der neugeschaffenen World Beach Pro Tour war ein fünfter Platz im Oktober beim zweiten Challenge-Turnier in Dubai. Der gleichwertige Wettbewerb in Haikou eine Spielzeit später endete für sie mit demselben Resultat. Bei den Europameisterschaften 2023 und 2024 blieben sie mit jeweils nur einem Satzgewinn sieglos.

## Familie
Olimstad stammt aus einer Volleyball-Familie. Auch ihre Eltern und ihr älterer Bruder Martin spielen Volleyball. 2018 ging ein Video mit mehreren Millionen Zuschauern viral, in dem die beiden Geschwister gegen einen Tisch spielten.